# Ријечка нахија
Ријечка нахија је била једна од четири нахије Старе Црне Горе.

## Географија
Ријечка нахија се налази југоисточно од Катунске, а граничи се : са севера Љешанском нахијом, са истока Љешанском и Зетском и унеколико Скадарским Блатом, са југа Црмничком, са запада Катунском и у уском појасу Боком которском према Будви. У овој нахији највеће су планине Обзовица са 1100 и Дебељак са 1010 метара надморске висине, а највећа су брда: Цеклинштак, Водник, Веља Гора, Добрштак, Вирањ и Вртијељка, Леперић.
У овој нахији налази се Ријечка равница на сјеверној страни Скадарскога блата.
Кроз ову нахију теку реке: Ријека Црнојевића, која извире из Ободске пећине, а увире у Скадарско језеро, Каруч, коју зими потопи језеро. На рубном појасу према острву Врањина кроз Ријечку нахију се Морача улива у Скадарско језеро. Ријечкој нахији припада и северни дио Скадарског Језера и острво Врањина.

### Путеви
Ову нахију је спајао са Катунском колски пут од Цетиња до Ријеке, а са Зетском од Ријеке до Подгорице преко Љешанске нахије. Коњанички пут се пружао у правцу Спужа. Водом се могло пловити по Ријеци Црнојевића и по Скадарском Језеру до Вира, Скадра и Плавнице.

### Поднебље
У овој је нахији поднебље угодно. У њој успевају добро сви домаћи усеви и сваковрсно воће: смоква, мурва, лоза, шипак и друга. Горе су обрасле: дубом, јасеном, рујевином, зановети и другим дрвећем. Домаће животиње има мало а од дивљачи има највише: зечева, лисица и куница уз присуство вепрова, медведа и вукова.

### Позната мјеста
Једина варош у овој нахији је била Ријека, која се налази под брдом Костадином с лијеве стране ријеке Црнојевића, а има 84 становника. Лета су изузетно топла, а зиме благе. Због свог положаја у сенопаду зими обданица траје врло кратко. Овде је Књаз подигао зимски дворац Љесковац. На Ријеци постоји окружни суд, управа вароши, општина, телеграф и пошта. У близини на супрот вароши Ријеке, на десној обали ријеке Црнојевића, уздиже се брдашце Обод, на коме је некадашњи владар Црне Горе Иван Црнојевић сазидао био град 1482. године. Овде је данас основна школа и црква. Град Обод још је стога значајан, што је ту била смештенасрпско-словенска књига штампана 1493. год. Царев лаз, који се налази између Љешанске и Ријечке нахије, Жабљак, знаменит као престоница Зете. Њега је сазидао Стефан Црнојевић. Данас је тврђава.  Добр ско село знатно је због тога, што је у њему манастир, у коме је владика Данило учио школу и постао владар Црне Горе. Овај је манастир из доба, кад су Црном Гором управљали владике из разних племена. У њему је још тада живио владика Сава Очинић. За Костадином, на Мрацељу и Метеризима биле су жестоке и крваве битке 1862. године са Турцима. Острво Врањина, у Скадарскоме Блату, знатно је, што је на њему био из старога доба манастир, у којему је била митрополија зетска, док је још Зета била држава. На ново га је подигао Књаз Никола I. Острво Ком у Скадарском Блату, на њему је гроб Стевана Црнојевића, некадашњег владара Зете. Острво Лесандро у Скадарскоме Блату са тврђавом.
На Скадарском Блату чувени су риболови: Каруч, Плоча, Базагур, Рањ, Ђурово и Калуђерово Око. На Каручу је била битка 1862. год.

## Историја
Слабљењем Српске деспотовине Венеција покушава да заузме позиције према Србији и финансира долазак породице Црнојевић на простор око Скадарског језера где организују свој феудални посед у форму државице са центром у данашњој Ријечкој нахији: Жабљаку Црнојевића и Ријеци Црнојевића.
За време краткотрајног постојања, Зетска држава често приклања Србији, Херцеговини, Венецији али и Османском царству. У периоду доминације Венеције над Зетом, Црнојевићи добијају преко исте штампарију другом половином петнаестог столећа која је смештена најпре у Ободу али се брзо сели на новонастало Цетиње у којем је радила свега две године.
Црнојевићи  добровољно уступају Зету Османском царству које организује нове територијалне јединице. Настаје Црногорски санџак и нахије као општине по чему је и Ријечка нахија добила име.
Под османском влашћу, постепено се развија нова социјална структура. У четри нахије присутно је муслиманско становништво. Временом настају племена као облик организације. Један од основних привредних активности постаје пљачка бокешких и херцеговачких трговаца и каравана.
Ријечка нахија са Црном Гором накратко улази у унију са Римским папом 1640. године.
Раст руског присуства у Европи повећава утицај и у хришћанским деловима Османског царства и развијају интересовање за ово подручје Јадрана и финансирају породицу Петровић и њима подређено становништво али црногорска племена и даље остају независна једна од других. 
Након што Русија позива на устанак, Ахмед паша креће из Спужа у поход и судара се са црногорским устаницима на путу ка Цетињу, у Ријечкој нахији, около Чешљара, Метериза и Ђалаца. По усменом предању су Црногорци победили али ипак Ахмед паша успешно улази у Цетиње које је запалио.
Поново ће преко Ријечке нахије, овај пут регуларна османска војска, нападати Цетиње. Трупе Омер Паше Латаса 1853. дипломатијом Русије заустављају свој поход у Метеризима и спречавају нови пад Цетиња, да би се исто опет поновило 1862. године када је потписан Мир у Ријеци Црнојевића.
У Првом балканском рату је значајан број Ријечана узео учешће у походу на Скадар.
У Другом светском рату Ријечка нахија постаје језгро партизанског покрета. Овај крај је имао 26 народних хероја, међу највише у Југославији.

## Становништво
У овом региону живи испод 500 становника а највеће насеље је Ријека Црнојевића са 84 становника. Већина становника се изјашава као Црногорци уз значајно присуство Срба којих највише има у Ријеци где чине 32% локалног становништва.
Регион пролази кроз значајни губитак становништва које траје од краја Другог светског рата до данас. Већину становништва чине људи старије животне доби. Између 2011. и 2023. године, сама Ријека је пала са 175 на 84 становника што чини пад од преко 50% становништва између два пописа.
У првим послератним пописима, Нахија је имала око 2500 становника а сама Ријека преко 800.

### Племена
Ријечку нахију настањују припадници пет племена: Цеклин са Цеклинском Жупом и Косијерима, Добрско Село са Добрском Жупом, Љуботињ и Грађани. Пето племе су Бјелице који обухватају Ђалце и Загору.

## Економија
Пољопривреда је била основна економска активност већине становништва. Регион има дугу традицију производње вина. У обалним крајевима је значајан удео рибарства. Највећи и најсложенији производни погони су били Фабрика за прераду слатководне рибе и хидроелектране у Ријеци и Грађанима на самој граници са Црмницом, затим, Фабрика оружја (1886), такође у Ријеци. Ријека Црнојевића је било највеће урбано насеље и трговачки центар региона уз развијен занат. Ријека је имала своју луку преко које је трговала са Виром и Скадром. Године 1873. у Ријеци се оснива пилана за експлоатацију оближњих шума и то је била прва индустријска производња у Црној Гори.
У граду је основана прва апотека у Црној Гори.
Изградњом нове магистрале Цетиње-Титоград, Ријека и полако губи на значају и број радне снаге бива у сталном паду. Данас је структура економије другачија и основна привредна активност су туризам и угоститељство због своје привлачне географије.

## Знаменити Ријечани
Бранко Костић, в.д. Председника председништва СФР Југославије
Данило II, Митрополит црногорско приморски
Петар Лубарда, највећи српски сликар
Пеко Дапчевић, народни херој, амбасадор и Начелник генералштаба ЈНА
Љубо Вучковић, народни херој, Генерал-пуковник и Начелник генералштаба ЈНА
Илија Костић, Народни херој, Генерал-пуковник ЈНА и стриц Бранка Костића
Петар Стругар, глумац
Никола Кусовац, историчар уметности
Филип Вујановић, Председник Црне Горе
Владо Дапчевић, револуционар
Стеван Јоветић, фудбалер
Марко Јанковић (фудбалер), фудбалер
Милан Вукотић, фудбалер
Андрија Јовићевић, етнолог
Иван Стругар, првак света у кик боксу
Пахомије, Митрополит цетињски
Филип Бајковић, народни херој Генерал-пуковник ЈНА председник Народне скуштине СР Црне Горе
Петар Војводић, народни херој и посланик у Скупштини
Петар Брајовић, народни херој и Генерал пуковник ЈНА
Павле Јовићевић, народни херој и члан ЦК СК Србије
Ђоко Вукићевић, народни херој и Генерал-мајор ЈНА
Блажо Јанковић, народни херој, Генерал-пуковник и помоћник начелника генералштаба ЈНА